# Јожеф Закаријаш
Јожеф Закаријаш (мађ. Zakariás József; Будимпешта, 25. март 1924 — Будимпешта, 22. новембар 1971) је био мађарски фудбалер и фудбалски тренер.
У врхунцу своје играчке каријере је играо у ФК МТК Хунгарија (MTK Hungária FC), где је играо на позицији халфа. Током педесетих године двадесетог века је био члан мађарске златне екипе. Током 1953, је учествовао на чувеној утакмици против Енглеза на Вемблију, а такође и на узвратној утакмици у Будимпешти на Неп стадиону.

### ФК МТК Хунгарија
У зениту своје каријере Закаријаш је играо у мађарском клубу МТК. У то време МТК је био познат под именима Башћа (Bástya SE) и Вереш Лобого (Vörös Lobogó SE). Са тимом који је укључивао Нандор Хидегкутија, Петар Палоташа и Михаљ Лантоша, Закаријаш је освојио две титуле мађарског шампиона, мађарски и Митропа куп.
Са МТК Закаријаш је освојио две шампионске титуле Мађарске
- 1953.
- 1957/58.

### Репрезентација
Закаријаш је играо за репрезентацију мађарске у периоду од 1947. па до 1954.. Одиграо је 35. утакмица и није постигао ниједан гол. Проглашен је достојним спортистом Мађарске Народне Републике 1954. године
Као мађарски репрезентативац, помогао је да Мађарска освоји злато у Хелсинкију 1952. и освоји Централно Европски интернационални куп 1953. такође је играо на обе историјске утакмице против Енглеске, 23. новембра 1953. у Лондону на Вемблију, (6:3) и у Будимпешти када су Мађари победили са 7:1.
Играо је на светском првенству 1954. где је Мађарска освојила друго место. Од пет утакмица он је одиграо четири. На финалној утакмици против Немачке, није играо. Био је кажњен за недисциплину и утакмица у полуфиналу против Уругваја му је била задња у репрезентативном дресу.

## Клубови у којима је играо
- 1936. — 1941 МТЕ Будафок (Budafoki MTE)
- 1941. — 1944 ШК Кабелђар (Kábelgyár SC)
- 1944. — 1944 ФК Гама (Gamma FC)[2]
- 1945. — 1945 СД Баратшаг Будим
- 1946. — 1946 МСЕ Будим
- 1946. — 1950 СД Мункаш МАТЕОС (MATEOSZ Munkás SE)
- 1950. — 1950 СД Техерфувар (Teherfuvar SE)
- 1950. — 1950 Елере Будимпешта
- 1951. — 1953 Башћа Будимпешта[3]
- 1953. — 1956 Вереш Лобого Будимпешта
- 1957. — 1958 ФК Еђетертеш (Egyertértés SE)

## Клубови које је тренирао
- 1959. — 1960 СД Сигетсентмиклош (Szigetszentmiklósi SE)
- 1961. — 1968 Фудбалска репрезентација Гвинеје  Гвинеја
- 1968. — 1971 СД Ердерт Медос (Medosz Erdért SE)

## Признања
Као играч:
Мађарска
- Олимпијски шампион
  - 1952.
- Шампион Централно Европског интернационалног купа
  - 1953.
- Светски куп
  - Финалиста: 1954.

ФК МТК Хунгарија/Текстилац (Textiles) /Кула (Bástya) /Црвена Застава (Vörös Lobogó)
- Шампион Мађарске: 2
  - 1953; 1958
- Мађарски куп: 1
  - 1952.
- Митропа куп: 1
  - 1955.